# Cuneocytheridae
Cuneocytheridae is een familie van kreeftachtigen uit de klasse van de Ostracoda (mosselkreeftjes).

## Geslachten
- Cuneocythere Lienenklaus, 1894 †
- Dicrorygma Poag, 1962 †